# 3633 Mira
A 3633 Mira (ideiglenes jelöléssel 1980 EE2) a Naprendszer kisbolygóövében található aszteroida. Félix Aguilar Obszervatórium fedezte fel 1980. március 13-án.